# Forn de Calç
Forn de Calç és una revista de còmic underground català editada per Extinció Edicions. Es tracta d'un recull d'històries autoconclusives, poc convencionals i d'estil avantguardista, que desprenen totes elles un grafisme fresc i actual, amb temàtiques que barrejen l'humor negre, l'absurd, l'horror, el surrealisme o la crítica social.
La revista està dirigida i editada per Aleix Purcet, amb Marc Charles de coordinador.
El primer número fou nominat al Festival d'Angulema de 2022. L'any seguent, pel següent número va repetir nominació, guanyant aquest cop el Prix de la Bande Dessinée Alternative (premi al millor còmic alternatiu) atorgat pel Festival d'Angulema.

## Influències i inspiració
Segons Aleix Purcet i Marc Charles, Forn de Calç beu de revistes internacionals com Now o Kramers Ergot. Pel que fa al panorama autòcton, les influències més immediates provenen de revistes com Colibrí, La Cruda, Voltio, Nosotros Somos los Muertos (NSLM) o Deriva. Addicionalment, els editors reivindiquen Forn de Calç com una revista hereva de la tradició de revistes gràfiques catalanes.

## Autors
Han publicat a Forn de Calç autors com Pep Brocal, Nadia Hafid, Genie Espinosa, Raquel Gu o Roger Pelàez i veus emergents com Mar Mascaró, Lorena Rivega o Berta Cusó.

## Números
| Aparició | Números | Col·laboradors | Pàgines |
| -------- | ------- | --- | ------- |
| 2022     | 1       | Alex Graham, Abel Cuevas, Brais Rodríguez, Blanca Hernández, Roger Pelàez, Begoña García-Alén, Cristian Robles, Lorena Rivega, Andrés Magán, Gabri Molist, Pep Brocal, Alexis Nolla, Nadia Hafid, Berta Cusó, Peter Jojaio, Sergi Puyol, Mar Mascaró, Genie Espinosa, Laura Garcia.      | 104     |
| 2023     | 2       | Cristian Robles, Blanca Hernández, Carmen B. Mikelarena, Alex Graham, Begoña García-Alén, Clara S. Prous, Martín Romero, Jaume Pallardó, Brais Rodríguez, Isabel Ruiz, Eixa, Raquel Gu, Natalia Zaratiegui, Irkus M. Zeberio, Sammy Harkham, Clara San Millán, Roger Pelàez, Abel Cuevas |         |
| 2024     | 3       | Clara-Iris Ramos, Genís Rigol, Nico Ben, Lale Westvind, Cristina Daura, Mar Mascaró, Ana Sender, Alba Domingo, Ivan McGill, Cococlot, Clara-Tanit Arqué, Naida Mazzenga, Marc Torices, Ángela Efe, Jérôme Berthier                                                                       |         |

## Premis i nominacions
- 2022 - Nominació al Prix de la Bande Dessinée Alternative del Festival d'Angulema.
- 2022 - Nominació al Premi al millor Fanzine del 40 Comic Barcelona.
- 2023 - Guanyadora del Prix de la Bande Dessinée Alternative del Festival d'Angulema.[6][7]